# 8678 Bäl
8678 Bäl là một tiểu hành tinh vành đai chính với chu kỳ quỹ đạo là 2055.2590654 ngày (5.6271128 năm).
Nó được phát hiện ngày 1 tháng 3 năm 1992.